# Хута (Біхор)
Хута (рум. Huta) — село у повіті Біхор в Румунії. Входить до складу комуни Бояну-Маре.
Село розташоване на відстані 424 км на північний захід від Бухареста, 59 км на північний схід від Ораді, 101 км на північний захід від Клуж-Напоки.

## Населення
За даними перепису населення 2002 року у селі проживали 10 осіб, усі — румуни. Усі жителі села рідною мовою назвали румунську.